# Funkcionalni poremećaji probavnog sustava
Funkcionalni poremećaji probavnog sustava naziv za skupinu poremećaja različitih dijelova probavnog sustava, koji nastaju bez jasne patološke promjene, a pretpostavlja se da su posljedica poremećaja interakcije probavnog sustava i mozga.
Kako bolesti iz ove skupine nemaju jasan patološki supstrat, definiranje dijagnostičkih kriterija za dijagnoze različitih funkcionalnih poremećaja, te pronalaženje načina liječenja takvih poremećaja, pokušava se postići kroz međunarodni dogovore. Jedan od takvih procesa naziva se Rimski proces. Tako da po IV. Rimskim kriterijima, obavljenim 2016., razlikujemo:
- A. Funkcionalni poremećaji jednjaka:
  - A1. funkcionalni bolovi u prsima
  - A2. funkcionalna žgaravica
  - A3. refluks hiperosjetljivost
  - A4. globus
  - A5. funkcionalna disfagija

- B. Funkcionalni poremećaji gastroduodenuma (želudac i dvanaesnik):
  - B1. funkcionalna dispepsija
    - B1a. postprandijalni distres sindrom
    - B1b. sindrom epigastrične boli

  - B2. poremećaji podrigivanja
    - B2a. suvišno epigastrično podrigivanje
    - B2b. suvišno gastrično podrigivanje

  - B3. poremećaji mučnine i povraćanja
    - B3a. sindrom kronične mučnine i povraćanja
    - B3b. sindrom cikličkog povraćanja
    - B3c. sindrom kanabinoidne hiperemeze

  - B4. sindrom ruminacije

- C. Funkcionalni poremećaji debelog crijeva:
  - C1. sindrom iritabilnog kolona (SIC)
  - C2. funkcionalna konstipacija
  - C3. funkcionalni proljev
  - C4. funkcionalno napuhivanje/distenzija trbuha
  - C5. nespecifični funkcionalni poremećaj d. crijeva
  - C6. opoidima inducirana konstipacija

- D. Središnjim živčanim sustavom posredovana gastrointestinalna bol
  - D1. sindrom središnjim živčanim sustavom posredovane gastrointestinalne boli
  - D2. sindrom narkotičnog crijeva/opoidima inducirana gastrointestinalna hiperalegezija

- E. Funkcionalni poremećaji žučnog mjehura i Oddijevog sfinktera:
  - E1. bilijarna bol
    - E1a. funkcionalni poremećaj žučnog mjehura
    - E1b. funkcionalni poremećaj bilijarnog dijela Oddijevog sfinktera

  - E2. funkcionalni poremećaj pankreatičnog dijela Oddijevog sfinktera

- F. Funkcionalni poremećaji anorektuma (ravnog i završnog crijeva)
  - F1. funkcionalna fekalna inkontinencija
  - F2. funkcionalna anorektalna bol
    - F2a. sindrom levatora anusa
    - F2b. nespecifična funkcionalna anorektalna bol
    - F2c. proctalgia fugax (prolazna proktalgija)

  - F3. funkcionalni promenećaj defekacije
    - F3a. nedekvatna defekacijska propulzija
    - F3b. disinergična defekacija

- G. Funkcionalni poremećaji probavnog sustava novorođenčadi/djece do 36 mjeseci
  - G1. dojenačka regurgitacija
  - G2. sindrom ruminacije
  - G3. sindrom cikličnog povraćanja
  - G4. dojenačke kolike
  - G5. funkcionalni proljev
  - G6. dojenačka dishezija
  - G7. funkcionalna konstipacija

- H. Funkcionalni poremećaji probavnog sustava djece starije od 36 mjeseci, te adolescenata
  - H1. funkcionalni poremećaji mučnine i povraćanja
    - H1a. sindrom cikličnog povraćanja
    - H1b. funkcionalni poremećaji mučnine i povraćanja
      - H1b1. funkcionalna mučnina
      - H1b2. funkcionalno povraćanje

    - H1c. sindrom ruminacije
    - H1d. aerofagija

  - H2. funkcionalni poremećaji trbušne boli
    - H2a. funkcionalna dispepsija
      - H2a1. postprandijalni distres sindrom
      - H2a2. sindrom epigastrične boli

    - H2b. sindroma iritabilnog kolona
    - H2c. trbušna migrena
    - H2d. funkcionalna trbušna bol - bez specifičnosti

  - H3. funkcionalni defekacijski poremećaji
    - H3a. funkcionalna konstipacija
    - H3b. neretentivna fekalna inkontinencija